# ای‌اس روس
ای‌اس روس (انگلیسی: Isi Ros؛ زادهٔ ۶ نوامبر ۱۹۹۵) بازیکن فوتبال اهل اسپانیا است.